# 中村謙作
中村 謙作（なかむら けんさく、1882年（明治15年）9月16日 - 1966年（昭和41年）8月31日）は、日本の政治家。愛知県西尾市長（1期）、西尾町長（3期）などを歴任した。

## 来歴
1901年（明治34年）3月、愛知県第二中学校（現・愛知県立岡崎高等学校）卒業。
1920年（大正9年）、西尾町会議員に就任。1924年（大正13年）から1939年（昭和14年）まで西尾町長を務めた。町長時代には愛知県立西尾中学校（現・愛知県立西尾高等学校）の誘致を行っている。
1954年（昭和29年）7月5日、初代西尾市長の千葉蝶二が任期中に死去。これに伴って同年8月28日に行われた市長選挙に立候補し、無投票により初当選した。8月29日、市長に就任。
就任間もない1955年（昭和30年）1月に幡豆郡三和村を、さらに同年4月1日、碧海郡明治村大字米津および南中根を編入するなど、前市長の千葉同様、市域の拡大に奔走した。市の自治機能および組織の整備についても新しい施策を次々に実施した。同年5月、西尾市消防団連合会と婦人連絡協議会を結成。9月、消防団の機構を改革し14分団とし、11月に消防団連合会を解散して団1本とした。1956年（昭和31年）11月、西尾市金庫を設置。1957年（昭和32年）7月、水道課と農業委員会事務局を設置。
さらに体育・文化の育成にも力を注ぎ、1955年（昭和30年）9月に文化財保護委員の委嘱を行い、10月に第1回市民体育大会を開催した。その努力は実を結び、同月、第10回国民体育大会テニス教員の部で優勝を飾った。
1957年（昭和32年）8月21日、1期目の途中で辞職。
1966年（昭和41年）8月31日、死去。83歳没。同年10月、中村の遺族は葬儀の香典の全額である30万6,200円を西尾市立図書館に寄付した。